# Хочева
Хочева (укр. Хочева) — село, входит в Иванковский район Киевской области Украины.
Население по переписи 2001 года составляло 153 человека. Почтовый индекс — 07202. Телефонный код — 4591. Занимает площадь 1 км². Код КОАТУУ — 3222083203.

## Местный совет
07250, Київська обл., Іванківський р-н, с. Оране